# 최지연
최지연(1975년 8월 9일 ~ )은 대한민국의 여자 배우이다. 1999년 인터넷 영화 《I'm OK》에 캐스팅 되면서 데뷔했다. 이후 드라마 《아버지와 아들》(2001년), 《춘자네 경사났네》(2008년), 《선녀가 필요해》(2012년), 영화 《폰》(2002년), 《방울토마토》(2008년), 《잘못된 만남》(2008년) 등에 조연으로 출연하였다. 단편 영화를 연출하기도 하였는데, 2011년 첫 연출작인 《크림팡》으로 부천영상제에서 우수상을 수상했고, 이듬해인 2012년에는 두 번째 작품인 《여자》로 대종상 단편영화제에서 대상(최우수작품상)을 수상하였다.

## 학력
- 백암고등학교 (졸업)
- 동덕여자대학교 불문학과
- 연세대학교 커뮤니케이션대학원 영화학과 (석사)

## 생애

### 데뷔전 삶과 초기 활동
최지연은 1975년 8월 9일 서울에서 2녀 중 둘째로 태어났다. 어린 시절 예쁜 어린이 선발대회에 나가서 입상한 바 있다. 초등학교 6학년 때 가족 모두가 브라질로 이민을 갔다가, 아버지가 아파서 중학교 2학년 때 다시 한국으로 귀국하였다. 그녀의 아버지는 그해 직장암으로 사망하였다. 그녀는 서울 백암고등학교를 졸업하였다. 동덕여자대학교 불문학과에 재학 중이던 1999년, 압구정동 길거리에서 인터넷 영화 《I'm OK》에 캐스팅 되면서 데뷔했다.
이후 광고와 잡지 모델로 활동하던 최지연은, 2001년 4월 방송된 단막극 《MBC 베스트극장》 〈사랑의 찬가〉 편에서 투신 자살한 여고생 수정 역을 맡으면서 텔레비전 무대에 첫 등장했다. 이 무렵 그녀는 남성 화장품 ‘보닌 모노다임’ 광고에 장동건의 상대역으로 출연하게 되는데, 대타로 출연했던 이 광고를 통해 이영애를 닮은 외모로 주목을 받기 시작했다. 이어 그녀는 공개 오디션에서 1위를 하면서, SBS의 주말 드라마 《아버지와 아들》에 양친을 잃고 연인마저 잃은 슬픔을 간직한 여인 명진 역으로 캐스팅되었다. 그러나 2001년 7월부터 방송된 이 드라마는 10%안팎의 낮은 시청율로 예정됐던 50회를 채우지 못하고 그해 10월 30회만에 조기종영하였다. 이듬해인 2002년에는 하지원, 김유미 등이 출연한 공포 영화 《폰》에 원조교제를 하다 죽어 원혼이 된 여고생 박진희 역으로 출연하였다. 2002년 7월 개봉한 《폰》은 260만 관객을 동원하며 흥행에 성공하였다.
당시 최지연은 ‘제2의 이영애’로 불리며 다양한 광고에 기용되었는데, 특히 2003년에는 한국과 일본에서 참이슬 광고 모델로 발탁되었다. 그러던 중 소속사가 부도나면서 방송 출연 기회가 줄어들어 활동이 뜸해졌고, 방황을 하기도 하였다. 또 일본 진출을 모색하느라 시간을 허비하기도 하였다. 이후 최지연은 자신의 초기 활동 시기에 대해, “당시 회사(소속사)의 중요성을 모르고 주먹구구식으로 CF에서 얼굴을 보여주면서 연기할 기회가 오기만을 기다렸다.”고 회고하였다. 그녀는 별다른 활동을 보여주지 못하였던 이 시기를 ‘마의 3년’이라 표현하며, 2005년부터 활동을 재개했다.

### 2005년 이후의 활동
2005년 최지연은 MBC 시트콤 《논스톱 5》, 예능 프로그램인 MBC 《일요일 일요일 밤에》의 코너인 〈브레인 서바이버〉, KBS 《스타골든벨》, SBS 《실제상황! 토요일》의 코너인 〈리얼로망스 연애편지 시즌2〉 등에 적극적으로 출연하면서 얼굴을 알렸다. 같은 해 섬마을 소녀가 피아니스트로 성공하는 내용의 방송영화 《피아노 포르테》에 심지호와 함께 주연으로 캐스팅된 후, 하루 10시간씩 피아노 연습에 몰두하면서 배역을 준비했으나 제작이 무산되었다. 이후 최지연은 2006년과 2007년 KBS의 단막극 《드라마시티》에 세 차례 출연하였고, MBC 드라마넷의 단막극 《피아노가 있는 풍경》에도 출연하였다. 특히 2007년 4월 방송된 《드라마시티》 〈은어가 살던 곳〉 편은 시청자들로부터 호평을 받았다.
2008년에는 그녀가 조연으로 출연한 정영배 감독의 《방울토마토》와 《잘못된 만남》이 개봉하였다. 이 영화들은 흥행하지 못하고 전국에서 각각 1만8천여 명과 4만7천여 명의 관객을 동원하는데 그쳤다. 또 같은 해 MBC 일일연속극 《춘자네 경사났네》의 극 초반에 주인공 연분홍(서지혜 분)과 같은 보건소에 근무하는 간호사 이선희 역으로 출연하였다. 한편 이 해 최지연은 《잘못된 만남》이 개봉할 무렵 이미지 변신을 위해 ‘강태은’이란 예명으로 활동하기도 하였다.
이후 소속사와의 문제로 방송과 영화에 출연금지를 당했던 그녀는 2012년부터 다시 활동에 나섰다. 2012년 3월 KBS 시트콤 《선녀가 필요해》에 차나라(김윤혜 분)의 담임선생님 역으로 출연하였고, 7월에는 매회 단막극으로 방송된 E채널의 《당신은 왜 결혼하지 못했을까?》 5회에서 ‘결혼하기 위해 만남을 만드는 여자’ 이루다 역을 맡아 연기했다. 같은 해 10월에는 SBS 《추석특집 짝 스타애정촌》에 출연했는데, 동안으로 화제가 되었다.
2013년 최지연은 한국콘텐츠진흥원 단막극 제작지원 시나리오 공모 당선작인 탈북 여성을 소재로 한 영화 《윤희》에 주연으로 캐스팅되었다. 최지연이 뺑소니 혐의로 법정에 서게 되는 탈북 여성 윤희를 연기한 이 작품은 다음 해인 2014년 1월 개봉하였다.

## 연기외 활동
최지연은 2011년 10월 책 《어린이를 위한 가치》의 표지와 《누가 바퀴를 굴릴 것인가》의 삽화를 그리면서 삽화가로 데뷔하였다. 한편 같은 해인 2011년 5월에는 첫 연출작인 단편 영화 《크림팡》으로 제10회 부천영상제에서 대학·일반부 우수상을 수상했다. 이듬해에는 자신이 직접 각본을 쓰고 연출 및 주연을 맡은 단편 영화 《여자》로 2012년 8월 열린 제49회 대종상 단편영화제에서 일반부 감독상과 대상인 최우수작품상을 받았다. 이에 대한 시상은 제49회 대종상영화제에서도 재차 이루어져 최지연은 단편영화최우수상을 수상했는데, 그녀는 시나리오를 써보라고 권유했던 안병기 감독 등에게 감사를 표시하며, “좋은 영화인이 되겠습니다.”라고 소감을 밝혔다. 최지연은 2012년 11월 남서울예술종합학교 연기예술학부 교수로 임용되었다.

## 출연 작품

### 영화
| 연도 | 제목            | 역할   | 비고                      |
| ---- | --------------- | ------ | ------------------------- |
| 2000 | I'm OK          |        | 인터넷 시네마             |
| 2002 | 폰              | 박진희 |                           |
| 2006 | 이것이 사랑이다 | 유진   | 뮤직무비                  |
| 2008 | 방울토마토      | 홍미   |                           |
| 2008 | 잘못된 만남     | 신호경 |                           |
| 2012 | 여자            |        | 최지연이 연출한 단편 영화 |
| 2014 | 윤희            | 윤희   |                           |

### 드라마
| 연도* | 제목                         | 역할           | 방송사       | 비고                                    |
| ----- | ---------------------------- | -------------- | ------------ | --------------------------------------- |
| 2001  | MBC 베스트극장               | 수정           | MBC          | 〈사랑의 찬가〉 편                      |
| 2001  | 아버지와 아들                | 명진           | SBS          |                                         |
| 2003  | 논스톱 4                     | 최지연         | MBC          | 〈명탐정 삼남매〉 편                    |
| 2004  | 드라마시티                   | 유미           | KBS2         | 〈봉메골 산삼소동〉 편                  |
| 2004  | 두근두근 체인지              | 서지혜         | MBC          | 〈그건 남겨진 사람의 몫이야〉 편        |
| 2005  | 논스톱 5                     | 최지연(안검사) | MBC          |                                         |
| 2006  | 드라마시티                   | 손미연         | KBS2         | 〈내 인생의 일춘기〉 편                 |
| 2006  | 피아노가 있는 풍경           | 아진           | MBC 드라마넷 |                                         |
| 2007  | 드라마시티                   | 정현미         | KBS2         | 〈은어가 살던 곳〉 편                   |
| 2007  | 드라마시티                   | 김다희         | KBS2         | 〈신파를 위하여〉 편                    |
| 2007  | 별순검 시즌1                 | 이화경         | MBC          | 〈조선 전기수 이업복〉 편               |
| 2008  | 춘자네 경사났네              | 이선희         | MBC          |                                         |
| 2012  | 선녀가 필요해                | 최지연         | KBS2         |                                         |
| 2012  | 당신은 왜 결혼하지 못했을까? | 이루다         | E채널        | 〈결혼하기 위해 만남을 만드는 여자〉 편 |
| 2013  | 청담동 앨리스                | 신세경         | SBS          | 마지막회에 카메오 출연                  |

*프로그램이 방송된 연도를 말하며, 다년간 방송된 프로그램의 경우 최지연이 출연한 연도를 가리킨다.

### 뮤직 비디오
- 1999년 〈이마만큼〉 (솔나무)
- 2000년 〈제발〉 (정선연)
- 2001년 〈선물〉 (UN)
- 2002년 〈백설공주를 사랑한 일곱번째 난장이〉 (쿨)
- 2002년 〈작년, 오늘〉 (쿨)
- 2003년 〈자꾸만〉 (이기찬)
- 2005년 〈행복한 그리움〉 (원우)
- 2006년 〈기억의 나무〉 (윤형렬)
- 2007년 〈화접몽(花蝶夢)〉 (오지총)
- 2008년 〈이별이 준 선물〉 (김건모)
- 2011년 〈Lost〉 (일리닛)
- 2013년 〈슬픈약속〉 (스피드)
- 2013년 〈작업의 정석〉 (허영생)

## 수상
- 2011년 제10회 부천영상제 — 우수상(대학·일반부) (“크림팡(creampang)”)
- 2012년 제49회 대종상 단편영화제 — 대상(최우수작품상), 감독상(일반부) (“여자”)
- 2012년 제49회 대종상영화제 — 단편영화최우수상 (“여자”)